# 運動の積分
運動の積分 (うんどうのせきぶん, integral of motion) とは、古典力学において、系の時間発展に際して時間変化しない物理量のこと。保存量 (conserved quantity) や恒量、運動の定数 (constant of motion)、第一積分 (first integral) あるいは単に積分とも呼ばれる。一般に力学の問題が与えられたとき、系の自由度の数に等しい数の第一積分を見出すことができれば、その問題を「解く（求積する）」ことができる（リウヴィルの定理）ため、その存在あるいは具体的な表示を調べることは力学（特に可積分系）の研究において基本的である。

## 概要
{\displaystyle N}次元空間 {\displaystyle \mathbb {R} ^{N}}における常微分方程式
{\displaystyle {\frac {dx_{i}}{dt}}=F_{i}(x_{1},x_{2},\cdots ,x_{n})\ \ (i=1,2,\cdots ,N)}
について考える。この方程式の第一積分とは、{\displaystyle \mathbb {R} ^{N}} 上の関数 {\displaystyle \Phi (x_{1},x_{2},\cdots ,x_{N})} であり、方程式の解軌道 {\displaystyle x_{i}(t)} に沿って一定値を取るようなもののことを言う。
{\displaystyle \Phi (x_{1}(t),x_{2}(t),\cdots ,x_{N}(t))=\mathrm {Const.} }
常微分方程式系のひとつの第一積分 {\displaystyle \Phi (x_{1},x_{2},\cdots ,x_{N})} が見出されたならば、それを初期値 ({\displaystyle a} とおく) と等値した方程式
{\displaystyle \Phi (x_{1},x_{2},\cdots ,x_{N})=a}
をひとつの変数 (例えば {\displaystyle x_{N}}) について解くことにより、{\displaystyle x_{N}} を他の変数を用いて表示することができる。このとき、もとの方程式系は
{\displaystyle {\frac {dx_{i}}{dt}}=F'_{i}(x_{1},x_{2},\cdots ,x_{N-1};a)\ \ (i=1,2,\cdots ,N-1)}
という {\displaystyle N-1} 変数に関する常微分方程式へと帰着される。それ故に、{\displaystyle N-1} 個の第一積分が見出されたならば、もとの常微分方程式の一般解 {\displaystyle x_{i}(t;a_{1},a_{2},\cdots ,a_{N-1})} を構成することができる（求積できる）。

### リウヴィルの定理
古典力学で扱われるクラスの問題はハミルトン形式の定式化が可能である。これは、系の自由度を {\displaystyle n} とすると、系の状態を一般化座標 {\displaystyle q_{i}} ({\displaystyle i=1,2,\cdots ,n}) および一般化運動量 {\displaystyle p_{i}} ({\displaystyle i=1,2,\cdots ,n}) の組 {\displaystyle (p_{1},p_{2},\cdots ,p_{n},q_{1},q_{2},\cdots ,q_{n})} によって（つまり位相空間の点として）記述するものであり、運動方程式は、ハミルトニアン {\displaystyle H(\mathbf {p} ,\mathbf {q} )} を用いたハミルトンの正準方程式
{\displaystyle {\frac {dp_{i}}{dt}}=-{\frac {\partial H}{\partial q_{i}}},\ \ {\frac {dq_{i}}{dt}}={\frac {\partial H}{\partial p_{i}}}}
である。このとき、任意の（時刻 {\displaystyle t} に陽に依存しない）物理量 {\displaystyle \Phi (p,q)} の解軌道に沿う時間変化は、ポアソン括弧 {\displaystyle \{\cdot ,\cdot \}} を用いて
{\displaystyle {\frac {d}{dt}}\Phi (p(t),q(t))=\{\Phi ,H\}}
と書けるため、それが運動の積分であることはハミルトニアンとポアソン可換であること {\displaystyle \{\Phi ,H\}=0} という条件と等価である。
ハミルトン力学系では、運動方程式の解を求積するために {\displaystyle 2n-1} 個の第一積分を求める必要はなく、{\displaystyle n} 個の互いにポアソン可換な第一積分が与えられれば求積可能である。この事実はジョゼフ・リウヴィルによって証明されたためリウヴィルの定理と呼ばれていたが、後にウラジーミル・アーノルドによって幾何学的な観点から再定式化されリウヴィル＝アーノルドの定理として知られるようになった。

### ネーターの定理
ラグランジュ形式またはハミルトン形式の物理系に関して、ネーターの定理は系のひとつの連続的な対称性に付随してひとつの第一積分が存在することを主張する。例えば時間並進対称性に付随してハミルトニアン（エネルギー）が、空間並進対称性に付随して運動量が、空間回転対称性に付随して角運動量が第一積分となる。

## 孤立積分と無限多価の積分
ある種の第一積分 {\displaystyle \Phi (x_{1},x_{2},\cdots ,x_{N})} は、その「等高線」{\displaystyle \Phi (x_{1},x_{2},\cdots ,x_{N})=a} が考えている領域を稠密に埋め尽くすことがある。この場合、その積分の値が指定されても、運動可能な領域の次元を引き下げることができないため、このような積分はリウヴィルの定理における可積分性の条件からは除外される。このような状況では状態空間内の任意の点の近傍を任意の等高線 {\displaystyle \Phi (x_{1},x_{2},\cdots ,x_{N})=a'} が通過するため、この意味でこの種の第一積分は無限多価の積分と呼ばれる。一方、そうではない有限多価の積分（典型的には一価の積分）は孤立積分 (isolating integral) と呼ばれ、求積に用いることができる。